# Тумулус

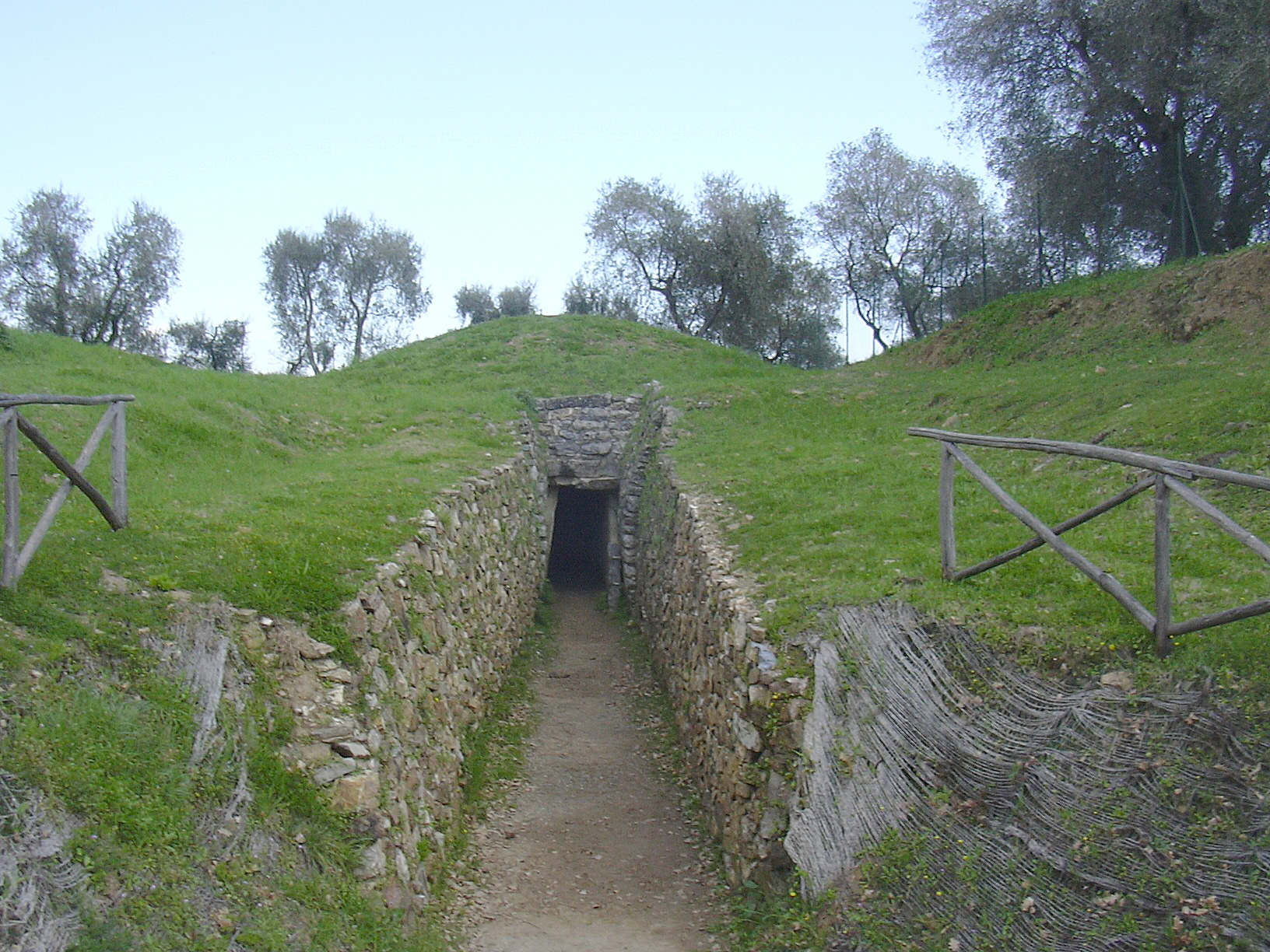
Этрусская гробница в Ветулонии, Тоскана

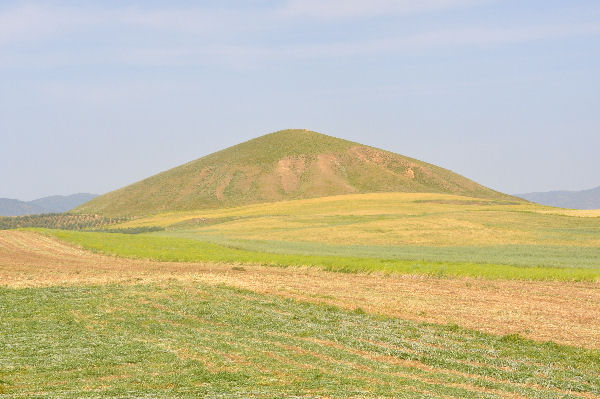
Гробница царя Алиатта II в Бин-Тепе в Лидии, современная Турция, построенная около 560 г. до н. э. Один из самых больших курганов в мире

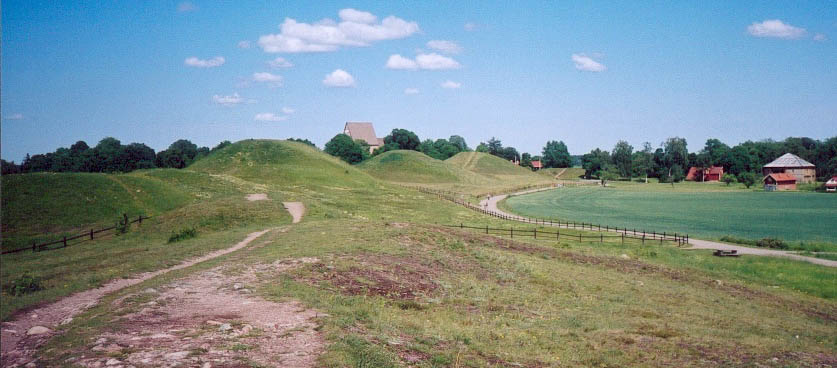
Королевские курганы Старой Уппсалы в Швеции V и VI веков; первоначально на этом месте было от 2000 до 3000 курганов, но из-за добычи полезных ископаемых и сельского хозяйства осталось только 250.

Туму́лус (лат. tumulus — «холм, бугор») — принятое в Европе название вида мегалитических захоронений; купольная гробница, некрополь в виде кургана.
Тумулус строился как подземная погребальная камера, крытая ложным куполом или сводом из каменных блоков и сверху засыпанная землёй, с образованием насыпного высокого холма, окружённого у основания подпорной стенкой, предохранявшей от осыпания. Внутри в нишах устанавливались урны с прахом умерших после кремации. Ингумированные останки укладывались на ложа, причём в период между 650 и 450 годами до н. э. женские ложа устанавливались в подобие саркофагов с треугольным фронтоном.

## Tumulus и kurgan
В исторической литературе, особенно переводной, встречается некоторая путаница при употреблении термина. Кроме того, значение термина может варьироваться в зависимости от языка, например Шведская национальная энциклопедия считает tumulus полным синонимом слова «курган» (швед. gravhög).
В английском языке словом tumulus называют все погребения в виде кургана. Архетипичным tumulus признаётся круглая насыпь над круглой погребальной камерой Этрусского типа (VI—V века до н. э.). Впоследствии по их образцу (по образцу этрусских) были созданы мавзолеи для римских императоров Августа и Адриана. Соответственно, Tumulus culture в современной англоязычной археологической литературе называют культуру курганных погребений (1600—1200 гг. до н. э.).
Заимствованным из русского языка словом kurgan обозначают тип погребального сооружения, распространившийся на просторах Евразийской степи в энеолите — раннем бронзовом веке (4000—3200 годы до н. э., древнеямная культурно-историческая общность). Соответственно, kurgan культурами называют полукочевые, преимущественно скотоводческие культуры, распространившиеся из южно-русских степей и к 3500 году до н. э. достигшим Дуная, а к 2300 году до н. э. вышедшими к Эгейскому морю и Адриатике на юге и к Уралу на востоке, где они позднее (1600—900 годы до н. э.) образовали срубную культурно-историческую общность. На территории современной Украины разновидностью формы kurgan культуры являлась катакомбная культура (2300—1800 гг. до н. э.), а на севере с этой экспансией можно ассоциировать культуру одиночных погребений.
Таким образом, в современной англоязычной археологической литературе разделяются kurgan (4000—900 годы до н. э.) и tumulus культуры (1600—1200 гг. до н. э.),  в разное время занимавшие одну и ту же территорию в Центральной и Восточной Европе. В русскоязычной литературе для этих культурных общностей обычно используют схожие между собой названия курганная культура и культура курганных погребений.